# Furia infernalis
Als Furia infernalis beziehungsweise mit den deutschen Namen Höllenfurie, Tollwurm, Brandwurm oder Höllenfliege wurde im 18. und 19. Jahrhundert ein angeblich existierendes kleines Tier bezeichnet, das als Wurm oder Insekt in einigen Gebieten Nordschwedens, Finnlands sowie der baltischen Region Livland vorkommen und durch Beißen oder Stechen schwerwiegende Wunden verursachen sollte. Der Glauben an dieses Tier war vor allem in der Folklore der genannten Regionen weit verbreitet, darüber hinaus liegen jedoch auch Beschreibungen durch verschiedene wissenschaftlich tätige Autoren wie Daniel Solander und Carl von Linné vor. Die Existenz der Furia infernalis wurde jedoch nie bestätigt. Aus heutiger Sicht sind die Symptome, die einer Verletzung durch dieses Tier zugeschrieben wurden, durch andere medizinische Ursachen erklärbar.
Furia infernalis ist der titelgebende Gegenstand einer Geschichte von Ludwig Bechstein.

## Beschreibung

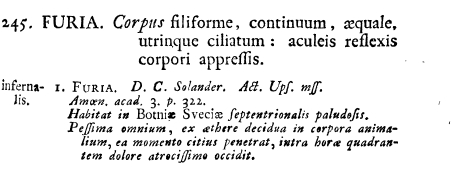
Beschreibung der Furia infernalis durch Carl von Linné in seinem Werk Systema Naturae, Band 1, S. 647 (10. Auflage, 1758)

Die Erstbeschreibung und Benennung der Furia infernalis erfolgte nach den Angaben in Heinrich August Pierers Universal-Lexikon der Gegenwart und Vergangenheit von 1857 durch den schwedischen Botaniker Daniel Solander. Weitere Erwähnungen liegen auch von anderen Autoren vor. So wurde Carl von Linné nach eigenen Angaben 1728 bei einer Exkursion in der Umgebung von Lund von diesem Tier gebissen oder gestochen. Im „Encyclopädischen Wörterbuch der medicinischen Wissenschaften“ von 1830 wurde Linné auch die Benennung als Furia infernalis zugeschrieben.
Die Furia infernalis wurde diesen Berichten sowie Überlieferungen aus dem Volksglauben zufolge als wurm- oder insektenartiges Tier beschrieben, das mikroskopisch klein, nur „wenige Linien“ lang, nicht dicker als ein Haar und ringsum mit feinen Borsten beziehungsweise widerhakenartigen Stacheln besetzt sei. Es sollte auf Bäumen oder in Morastgebieten an Schilfpflanzen leben und vom Wind umhergetrieben werden. Ein Befall bei Menschen und Tieren habe, je nach Darstellung durch Biss, Stich oder Eindringen in die Haut und Muskulatur, zunächst eine unscheinbare, aber an Farbe und Größe zunehmende Hautrötung zur Folge. Im weiteren Verlauf komme es dann zu fürchterlichem Jucken, zu Brandflecken, Halsschmerzen, Zuckungen sowie Ohnmacht und unbehandelt zu einem schmerzhaften Tod. Zur Behandlung empfahl Linné das frühzeitige Herausschneiden der betroffenen Stellen. In der schwedischen Volksmedizin hingegen waren Umschläge mit frischem Käse verbreitet, in die das Tier einziehe.
Die Existenz der Furia infernalis wurde nie bestätigt und bereits von Wissenschaftlern der damaligen Zeit wie Johann Friedrich Blumenbach und Karl Asmund Rudolphi in Frage gestellt. Im 19. und im frühen 20. Jahrhundert nahmen die Autoren verschiedener Nachschlagewerke an, dass es sich bei den Symptomen, die dem Tier zugeschrieben wurden, entweder um schwere Verläufe von Entzündungen nach Insektenstichen oder Verletzungen, von Wundinfektionen beziehungsweise Blutvergiftung, von Furunkeln oder um lokale Symptome von Infektionskrankheiten wie den Blattern oder Milzbrand handeln würde. Weitere Möglichkeiten aus gegenwärtiger Sicht sind eine Raupendermatitis sowie allergische Reaktionen infolge von Insektenstichen.